# Orbinia dicrochaeta
Orbinia dicrochaeta är en ringmaskart som beskrevs av Wu 1962. Orbinia dicrochaeta ingår i släktet Orbinia, och familjen Orbiniidae. Inga underarter finns listade i Catalogue of Life.